# Шонтејн Хапе
Шонтејн Хапе (енгл. Shontayne Hape; 30. јануар 1981) бивши је рагбиста. Значајан је по томе што је на високом нивоу играо обе верзије рагбија. Родио се на Новом Зеланду у најнасељенијем граду Окланду. Играо је рагби 13 за НЗ вориорсе 1999-2002 (28 утакмица, 28 поена) и Бредфорд булсе 2003-2008 (136 утакмица, 340 поена). Одиграо је 14 мечева за рагби 13 репрезентацију Новог Зеланда и постигао 24 поена. Рагби 15 је играо за Бат (62 утакмице, 30 поена), Лондон Ајриш (12 утакмица, 10 поена) и Монпеље (13 утакмица, 5 поена). Након 6 година проведених у Уједињеном Краљевству, добио је право да игра за рагби 15 репрезентацију Енглеске. Дебитовао је за национални тим Енглеске 12. јуна 2010. против Аустралије. Играо је у свих пет утакмица за Енглеску у купу шест нација 2011. који су "црвене руже" и освојиле. Постигао је 2 есеја против Грузије на светском првенству 2011. За "црвене руже" је укупно одиграо 13 тест мечева и постигао 10 поена. 2013. престао је да игра рагби, због потреса мозга. Ожењен је, има два сина и једну ћерку.